# So Far So Good

So Far So Good est une compilation du chanteur canadien Bryan Adams sortie en 1993. Elle couvre la période 1983-1993 de l'artiste et comporte un inédit, sorti en single en même temps que cet album : Please Forgive Me

## Liste des titres
| No  | Titre                             | Durée |
| --- | --------------------------------- | ----- |
| 1.  | Summer of '69                     |       |
| 2.  | Straight from the heart           |       |
| 3.  | It's only love                    |       |
| 4.  | Can't stop this thing we started  |       |
| 5.  | Do I have to say the words        |       |
| 6.  | This time                         |       |
| 7.  | Run to you                        |       |
| 8.  | Heaven                            |       |
| 9.  | Cuts like a knife                 |       |
| 10. | (Everything I do) I do it for you |       |
| 11. | Somebody                          |       |
| 12. | Kids wanna rock                   |       |
| 13. | Heat of the night                 |       |
| 14. | Please forgive me                 |       |

## Certifications
| Pays        | Association       | Ceritification | Ventes/Équivalence |
| ----------- | ----------------- | -------------- | ------------------ |
| Allemagne   | BVMI              | 2x platine     | 1 000 000          |
| Australie   | ARIA              | 14x platine    | 980 000            |
| Autriche    | IFPI Austria      | 2x platine     | 100 000            |
| Belgique    | BEA               | 4x platine     | 200 000            |
| Brésil      | Pro-Música Brasil | or             | 100 000            |
| Canada      | CRIA              | 6x platine     | 600 000            |
| États-Unis  | RIAA              | 5x platine     | 5 000 000          |
| Finlande    | Musiikkituottajat | platine        | 40 000             |
| France      | SNEP              | platine        | 300 000            |
| Norvège     | IFPI Norsk        | 4x platine     |                    |
| Pays-Bas    | NVPI              | 2x platine     | 200 000            |
| Royaume-Uni | BPI               | 3x platine     | 900 000            |
| Suisse      | IFPI Switzerland  | 4x platine     | 200 000            |